# Auxiliar de vuelo

Una auxiliar de vuelo de Austrian Airlines.

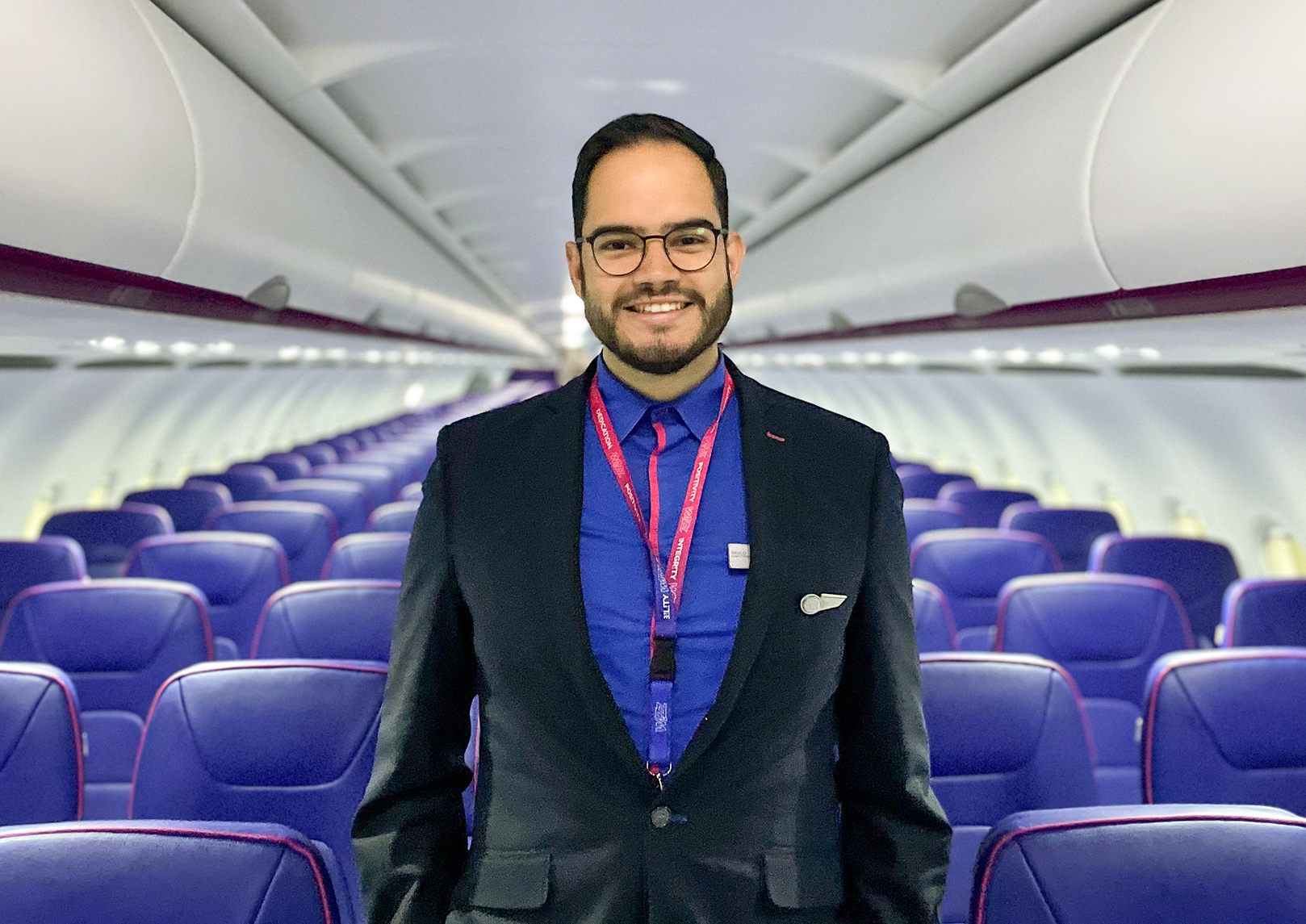
Un tripulante de cabina en el avión de Wizz Air.

Un auxiliar de vuelo, sobrecargo, aeromoza, aeromozo, azafata, azafato o tripulante de cabina de pasajeros (TCP) es un miembro de la tripulación que tiene como misión principal la vigilancia de la seguridad del vuelo y la comodidad de los pasajeros. Ciertamente, este carácter de asistente en el viaje desempeña un papel similar en los demás sistemas de transporte, como los barcos, en el que puede ser la azafata de crucero, o como el asistente de coche de pasajeros en ciertos trenes de largo recorrido y que se encargan de atender los coches cama, por ejemplo. A diferencia de estos, los TCP tienen responsabilidad civil en la operación de la aeronave, ya que están a cargo del estado y operación de diversas partes de la aeronave y del material de emergencia. Asimismo, deben cumplir escrupulosamente la normativa aeronáutica vigente y respetar sus límites de actividad para estar en condiciones psicofísicas de operar una aeronave. Los términos sobrecargo y jefe de cabina hacen referencia a aquella persona que se halla al frente de la tripulación de cabina de un avión, responsable del servicio y de la seguridad a bordo ante el comandante.

## Historia

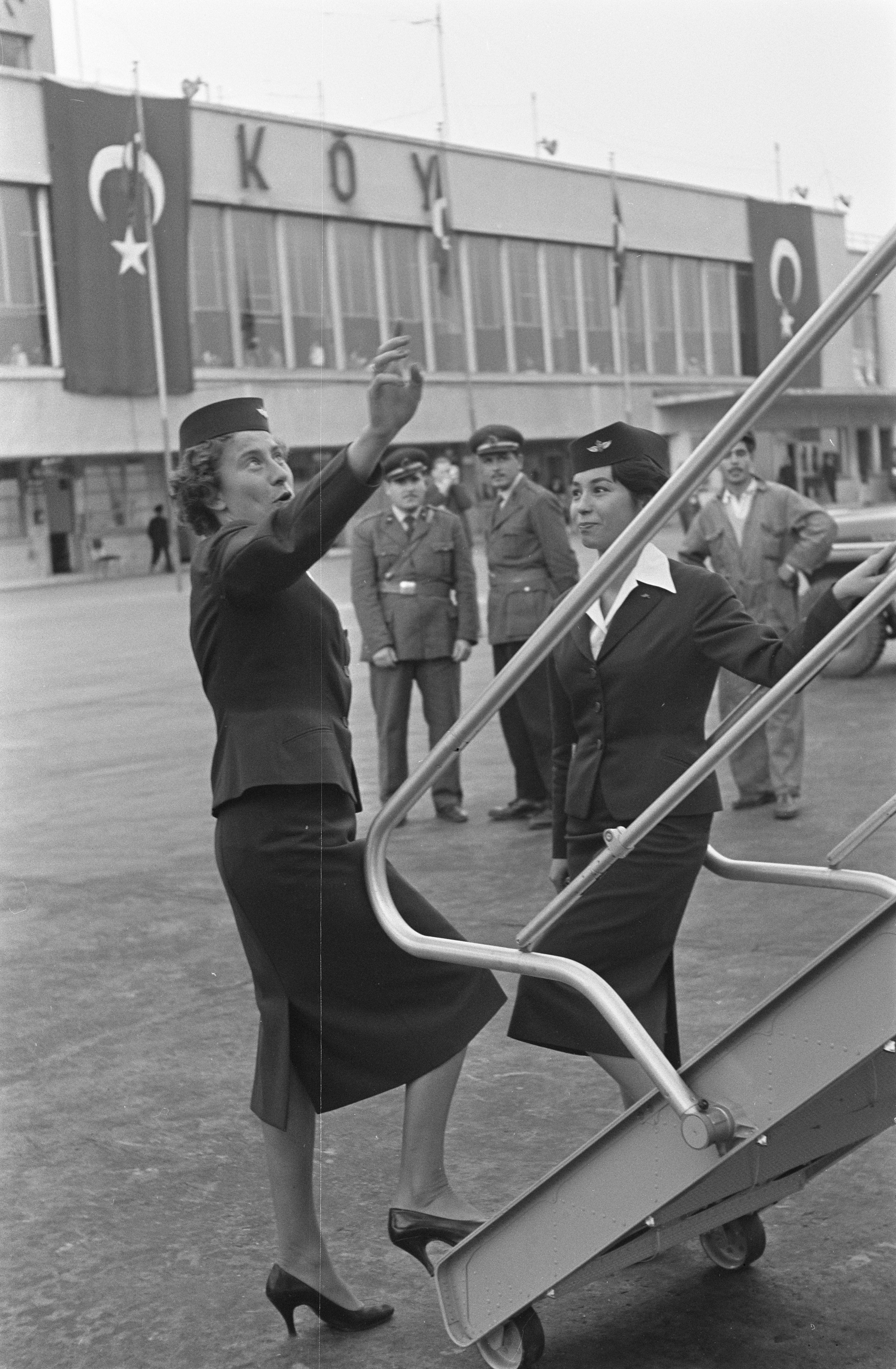
Auxiliares de vuelo neerlandesas en Estambul, 1959.

El papel de un asistente de vuelo se deriva del de puestos similares en barcos de pasajeros o trenes de pasajeros , pero tiene una participación más directa con los pasajeros debido a los espacios reducidos en los aviones. La primera persona que ejerció la profesión de asistente de vuelo fue el alemán Heinrich Kubis en los primeros vuelos del dirigible alemán LZ10 Schwaben en 1912.[cita requerida] La primera mujer que ejerció este cargo fue la enfermera Ellen Church el 15 de mayo de 1930 en el vuelo entre Oakland y Chicago a bordo de un Boeing 80-A trimotor de la compañía Boeing Air Transport. La suiza Nelly Diener fue la primera auxiliar en Europa, a partir de mayo de 1934. Ella falleció en el accidente de Swissair en Tuttlingen en julio de ese mismo año.

### Etimología
Azafata era, en el siglo XVI y siguientes, una viuda noble elegida en la corte española para llevar cada mañana a la reina los vestidos y las alhajas que iba a usar en el día. Se la llamó así porque dichos vestidos y alhajas eran llevados en un azafate, es decir, en un cestillo de borde bajo, de paja o de metal.
En un principio la palabra «azafata» solo se usó para designar las auxiliares femeninas, pero a lo largo de los años los hispanohablantes empezaron a utilizar la forma masculina análoga, «azafato». La Real Academia Española ha recogido esta innovación gramatical en su versión enmendada del Diccionario de la RAE.

Las nuevas asistentes de vuelo pronto se convertirían en parte integral de la industria aeronáutica. Las compañías aéreas empezaron a contratar enfermeras para sus vuelos; así lo hizo United Airlines en 1930. El requerimiento de tener un título de enfermería se relajó al comienzo de la Segunda Guerra Mundial, cuando la escasez de enfermeras debido a las necesidades del conflicto bélico internacional hizo que se fueran contratando a otro tipo de titulaciones.

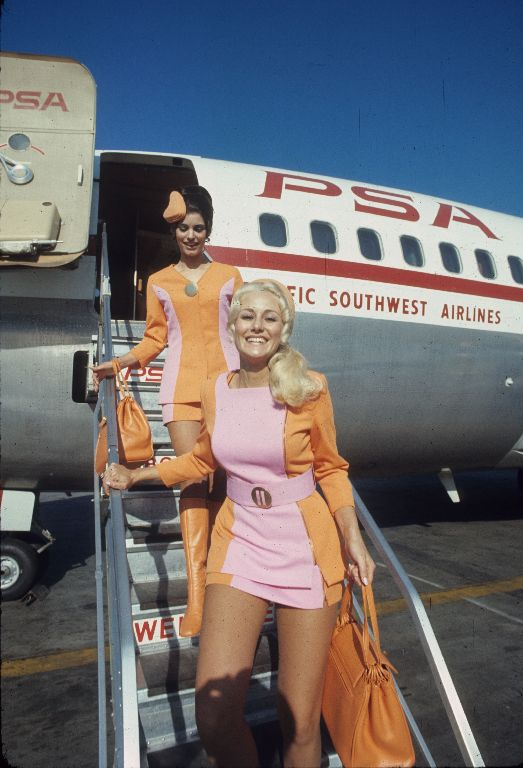
Auxiliares de vuelo de Pacific Southwest Airlines (PSA) en la década de 1960. PSA era conocida por los uniformes de sus azafatas, que eran de colores brillantes e incluían minifaldas cortas.

### Los años de posguerra
El 22 de septiembre de 1946, la compañía Iberia cruzó por primera vez el Atlántico en un vuelo de 36 horas con varias escalas, la primera de ellas en Villa Cisneros, en el Sahara Español, donde se construyó un Parador para que los clientes de la compañía pudieran pernoctar. Las auxiliares de vuelo estrenaron esa denominación en este primer vuelo transoceánico, pues hasta 1946 no existía la figura tal y como se la conoce hoy en día. Se barajaron varias posibilidades, aeroviarias, aeromozas, provisadoras, mayordomas y auxiliares de vuelo. Es posible que se optara por el término de azafata para designar la nueva actividad como la cuarta acepción que aparece hoy en el diccionario de la Real Academia Española: "criada de la reina, a quien servía los vestidos y alhajas que se había de poner y los recogía cuando se los quitaba".
Los años 1960 y 1970 ayudaron a confundir este rol primordial de la auxiliar de vuelo mediante anuncios en los que atractivas auxiliares de vuelo con sugerentes voces indicaban por ejemplo: "I'm Kristin. Fly with me." (Soy Cristina, vuela conmigo). Algunas aerolíneas como Braniff Airways hacían cambiar de ropa a sus auxiliares de vuelo durante el vuelo, haciendo que sus vestimentas las convirtieran en más atractivas durante el servicio de comidas. En algunos anuncios a esta práctica se la denominó "air strip" con una música sugerente de fondo. Por otra parte, alguna línea aérea requirió que solo mujeres solteras podían trabajar en sus flotas. El libro de las autoras Trudy Baker y Rachel Jones titulado: Coffee, Tea, or Me?: The Uninhibited Memoirs of Two Airline Stewardesses publicado en 1967 enfatiza este aspecto del rol.

## Roles y responsabilidades

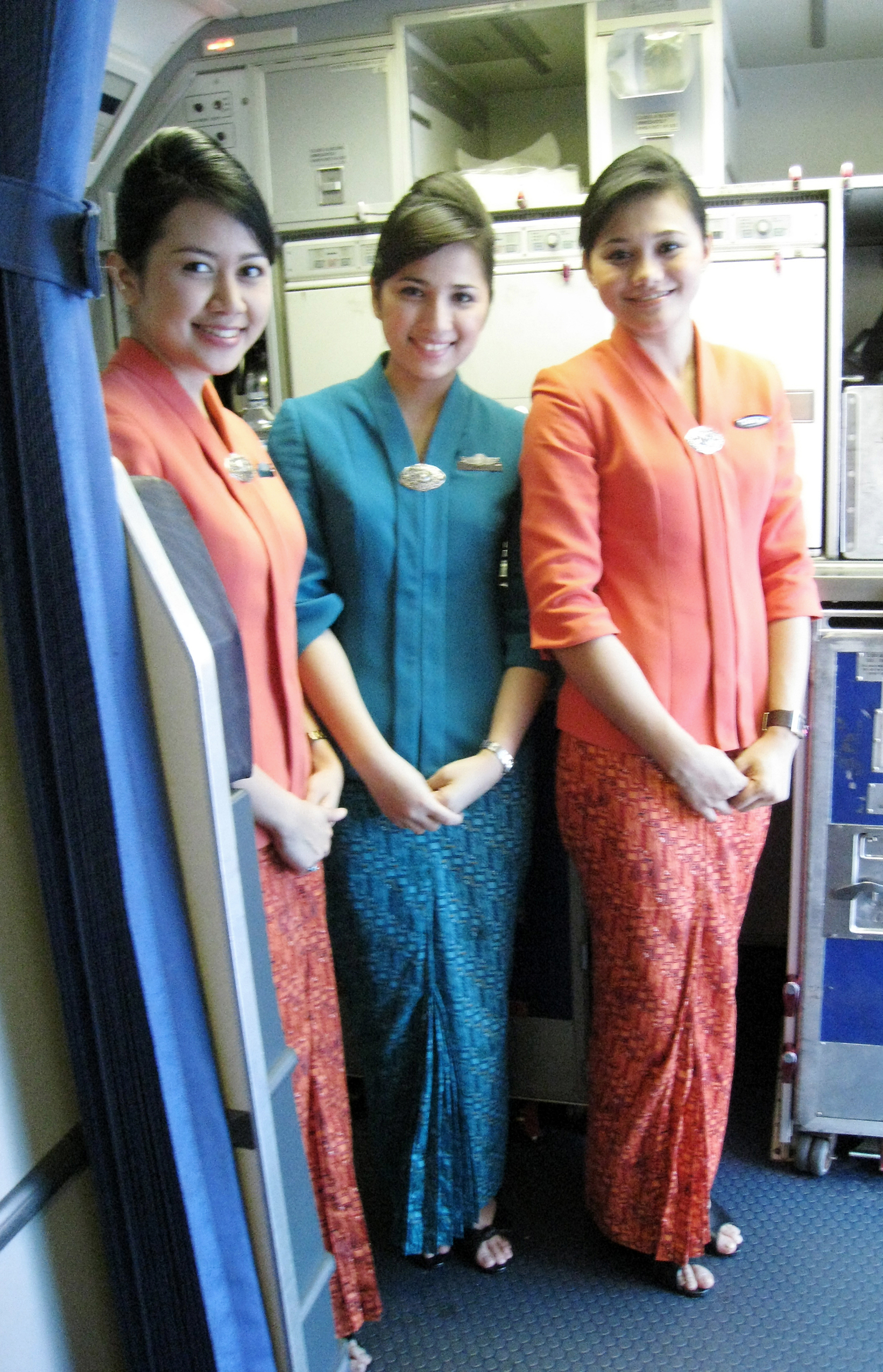
Asistentes de vuelo de Garuda Indonesia.

La primera responsabilidad de los auxiliares de vuelo es supervisar, en todo momento, la seguridad de los pasajeros, pero la parte más visible es la de trabajar atendiendo a sus clientes, sirviendo comidas y bebidas, y acomodando en la medida de lo posible las necesidades de los pasajeros. Estos roles a menudo entran en conflicto, como cuando se niega a un pasajero la ingesta de bebidas alcohólicas después de haber bebido mucho, o cuando inquiere a los pasajeros para que se abrochen los cinturones, se sienten, o cualquier otro procedimiento que garantice la seguridad en la cabina del avión.

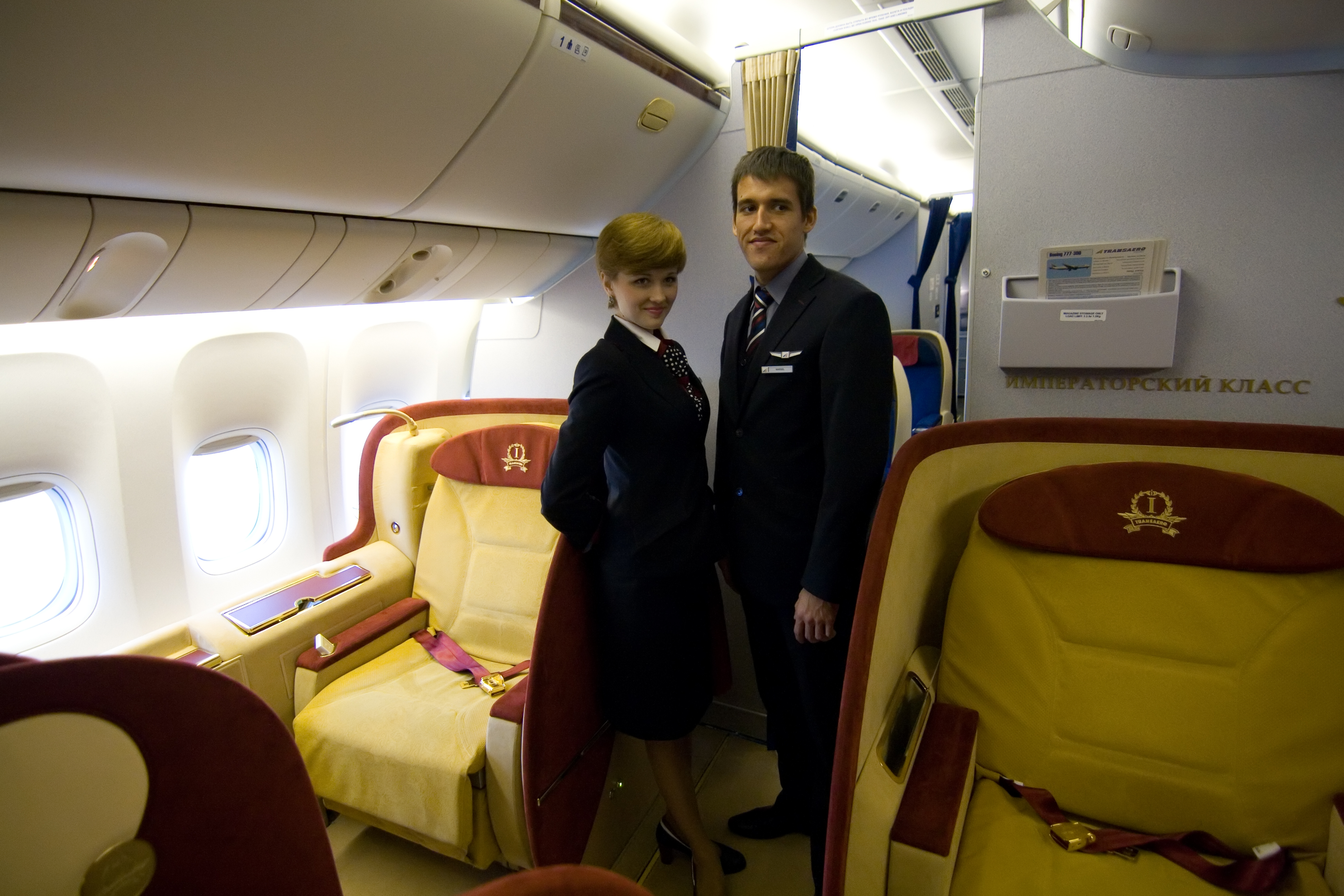
Auxiliares de vuelo de ambos sexos en Transaero Airlines.

También auxiliar de servicios a bordo se puede referir a una persona que proporciona información y es la encargada de la seguridad de los pasajeros. Las salidas profesionales de los auxiliares de vuelo, aparte de congresos y convenciones, ferias y todo tipo de eventos, existen los transfers en aeropuertos, actos sociales e institucionales, promociones publicitarias, acciones de marketing promocional, presentaciones de producto, eventos deportivos, degustaciones, etc.
Antes de cada vuelo, los asistentes de vuelo y los pilotos revisan las listas de verificación de seguridad y emergencia, las ubicaciones de los equipos de emergencia y otras características específicas de ese tipo de aeronave. Se verifican los detalles de embarque, como pasajeros con necesidades especiales, niños pequeños que viajan solos o pasajeros VIP. Se analizan las condiciones meteorológicas, incluida la turbulencia prevista. Se lleva a cabo una verificación de seguridad para garantizar que los equipos, como chalecos salvavidas, linternas (luces de destello) y equipos de extinción de incendios, estén a bordo y en condiciones adecuadas. Supervisan la cabina en busca de olores o situaciones inusuales. Ayudan con la carga del equipaje de mano, comprobando el peso, el tamaño y las mercancías peligrosas. Se aseguran de que las personas sentadas en las filas de las salidas de emergencia estén bien dispuestas y puedan ayudar en una evacuación. Luego dan una demostración de seguridad o monitorean a los pasajeros mientras miran un video de seguridad. Luego deben "asegurar la cabina" asegurándose de que las bandejas estén guardadas, los asientos estén en posición vertical, los reposabrazos bajados y el equipaje de mano guardado correctamente y los cinturones de seguridad estén abrochados antes del despegue. 
Una vez en el aire, los auxiliares de vuelo suelen servir bebidas y/o comida a los pasajeros utilizando un carrito de servicio de la aerolínea. Cuando no estén realizando tareas de servicio al cliente, los auxiliares de vuelo deben realizar controles de cabina periódicamente y escuchar cualquier ruido o situación inusual. También se deben realizar controles en el baño para asegurarse de que el detector de humo no haya sido desactivado o destruido y para reabastecer los suministros según sea necesario. Se deben realizar verificaciones periódicas en la cabina para garantizar la salud y la seguridad de los pilotos. También deben responder a las luces de llamada que se ocupan de las solicitudes especiales. Durante las turbulencias, los asistentes de vuelo deben asegurarse de que la cabina esté segura. Antes del aterrizaje, todos los artículos sueltos, bandejas y basura deben recogerse y asegurarse junto con el servicio y la cocina. Todos los líquidos calientes deben desecharse. Luego se debe completar una verificación final de la cabina antes del aterrizaje. Es vital que los asistentes de vuelo estén atentos, ya que la mayoría de las emergencias ocurren durante el despegue y el aterrizaje. Al aterrizar, los asistentes de vuelo deben permanecer estacionados en las salidas y monitorear el avión y la cabina mientras los pasajeros desembarcan del avión. También ayudan a los pasajeros con necesidades especiales y a los niños pequeños a bajar del avión y acompañan a los niños, mientras siguen el papeleo adecuado y el proceso de identificación para acompañarlos a la persona designada para recogerlos.
Los asistentes de vuelo están capacitados para hacer frente a una amplia variedad de emergencias y están capacitados en primeros auxilios. Las situaciones más frecuentes pueden incluir hemorragia nasal, enfermedades, pequeñas lesiones, intoxicación, pasajeros agresivos y ansiosos. El entrenamiento de emergencia incluye despegues interrumpidos, aterrizajes de emergencia, situaciones médicas y cardíacas en vuelo, humo en la cabina, incendios, despresurización, nacimientos y muertes a bordo, mercancías peligrosas y derrames en la cabina, evacuaciones de emergencia, secuestros y acuatizajes.
La auxiliar de vuelo debe ser la imagen de un producto o un servicio, siendo su cara más amable.[cita requerida] La presencia y, sobre todo, su saber estar, se identifican con el producto o servicio para el que trabaja. Los requisitos son muy importantes, siendo la imagen una referencia, ya que es un trabajo de cara al público. Normalmente, se requiere una altura mínima de 1,67 m,[cita requerida] pero sobre todo es básico tener buena presencia, don de gentes, conocer idiomas y ser resolutivo ante los problemas que se puedan plantear. Los asistentes de vuelo normalmente reciben capacitación en la ciudad central o sede de una aerolínea durante un período que puede ser de cuatro semanas a seis meses, según el país y la aerolínea.